# 1910年オーストラレーシアン選手権
1910年 オーストラレーシアン選手権（1910ねんオーストラレーシアンせんしゅけん、1910 Australasian Championships）に関する記事。オーストラリア・アデレード市内にある「メモリアル・ドライブ・テニスクラブ」にて開催。

## 大会の流れ
- 全豪選手権の開催地として、アデレードで開かれた最初の大会。アデレードは1967年まで、全豪選手権の回り持ち開催都市の1つであった。
- 1921年まで、全豪選手権の実施競技は男子シングルス・男子ダブルスの2部門のみであった。女子競技の3部門（女子シングルス・女子ダブルス・混合ダブルス）が増設されるのは、1922年からである。
- 初期の全豪選手権のように、外国人出場者が少なかった時期は、地元オーストラリア人選手の国旗表示を省略する。

## 大会経過

### 男子シングルス
準々決勝
- ロドニー・ヒース vs.  ハリー・パーカー　6-2, 6-4, 9-7
- R・レイド vs. ロバート・パクストン　6-0, 6-3, 6-1
- ホーレス・ライス vs. アシュレー・キャンベル　6-2, 6-2, 4-6, 6-2
- R・ボーウェン vs. ハロルド・ハント　11-9, 6-4, 6-3

準決勝
- ロドニー・ヒース vs. R・レイド　6-0, 6-3, 7-5
- ホーレス・ライス vs. R・ボーウェン　6-3, 6-1, 3-6, 7-5

## 決勝戦の結果
- 男子シングルス：ロドニー・ヒース vs. ホーレス・ライス　6-4, 6-3, 6-2
- 男子ダブルス：ホーレス・ライス＆アシュレー・キャンベル vs. ロドニー・ヒース＆J・オディー　6-3, 6-3, 6-2